# Hadena magellana
Hadena magellana är en fjärilsart som beskrevs av Paul Mabille 1885. Hadena magellana ingår i släktet Hadena och familjen nattflyn. Inga underarter finns listade i Catalogue of Life.